# Ćehići
Ćehići falu Bosznia-Hercegovinában, a Bosznia-hercegovinai Föderáció Una-Szanai kantonjában. 

## Fekvése
Bosznia-Hercegovina északnyugati részén, Bihácstól légvonalban 20, közúton 26 km-re északnyugatra, Cazintól légvonalban 12, közúton 14 km-re nyugatra, a Korana jobb partjának közelében, a Korana-folyó és a Mutnica-patak által közrefogott területen fekszik. 

## Népessége
| Nemzetiségi csoport | Népesség 1991 | Népesség 2013 |
| ------------------- | ------------- | ------------- |
| Szerb               | 1             | 0             |
| Bosnyák             | 817           | 637           |
| Horvát              | 0             | 0             |
| Jugoszláv           | 0             | 0             |
| Egyéb               | 3             | 42            |
| Összesen            | 821           | 679           |